# Easy Living (Ike Quebec)
Easy Living è un album di Ike Quebec, pubblicato dalla Blue Note Records nel 1987. La data di registrazione di tutti i brani è il 20 gennaio del 1962 negli studi di Rudy Van Gelder a Englewood Cliffs in New Jersey (Stati Uniti). Nel 1981 la stessa Blue Note pubblicò il disco Congo Lament, che conteneva cinque brani della stessa sessione di registrazione.

## Tracce
Lato A
1. See See Rider – 9:01 (Ma Rainey)
2. Congo Lament – 6:53 (Bennie Green)
3. Que's Pills – 5:40 (Stanley Turrentine)

Lato B
1. I've Got a Crush on You – 6:51 (George Gershwin, Ira Gershwin)
2. Nancy (With the Laughing Face) – 7:25 (James Van Heusen, Phil Silvers)
3. Easy Living – 5:00 (Ralph Rainger, Leo Robin)

Disco in vinile uscito nel 1981 con il titolo di Congo Lament (Blue Note Records) LT-1089.
Lato A
1. B.G.'s Groove Two – 6:15 (Bennie Green)
2. Congo Lament – 6:53 (Bennie Green)
3. Que's Pills – 5:40 (Stanley Turrentine)

Lato B
1. See See Rider – 9:01 (Ma Rainey)
2. I.Q. Shuffle – 9:47 (Ike Quebec)

Edizione CD del 1987, pubblicato dalla Blue Note Records
1. See See Rider – 9:01 (Ma Rainey)
2. Congo Lament – 6:53 (Bennie Green)
3. Que's Pills – 5:40 (Stanley Turrentine)
4. B.G.'s Groove Two – 6:15 (Bennie Green)
5. I.Q. Shuffle – 9:47 (Ike Quebec)
6. I've Got a Crush on You – 6:51 (George Gershwin, Ira Gershwin)
7. Nancy (With the Laughing Face) – 7:25 (James Van Heusen, Phil Silvers)
8. Easy Living – 5:00 (Ralph Rainger, Leo Robin)

## Musicisti
Ike Quebec Sextet
- Ike Quebec - sassofono tenore
- Stanley Turrentine - sassofono tenore (nei brani: See See Rider, Congo Lament, Que's Pills, B.G. Groove Two, I.Q.Shuffle)
- Bennie Green - trombone (nei brani: See See Rider, Congo Lament, Que's Pills, B.G. Groove Two, I.Q.Shuffle)
- Sonny Clark - pianoforte
- Milt Hinton - contrabbasso
- Art Blakey - batteria